# Торгово-промышленная палата России

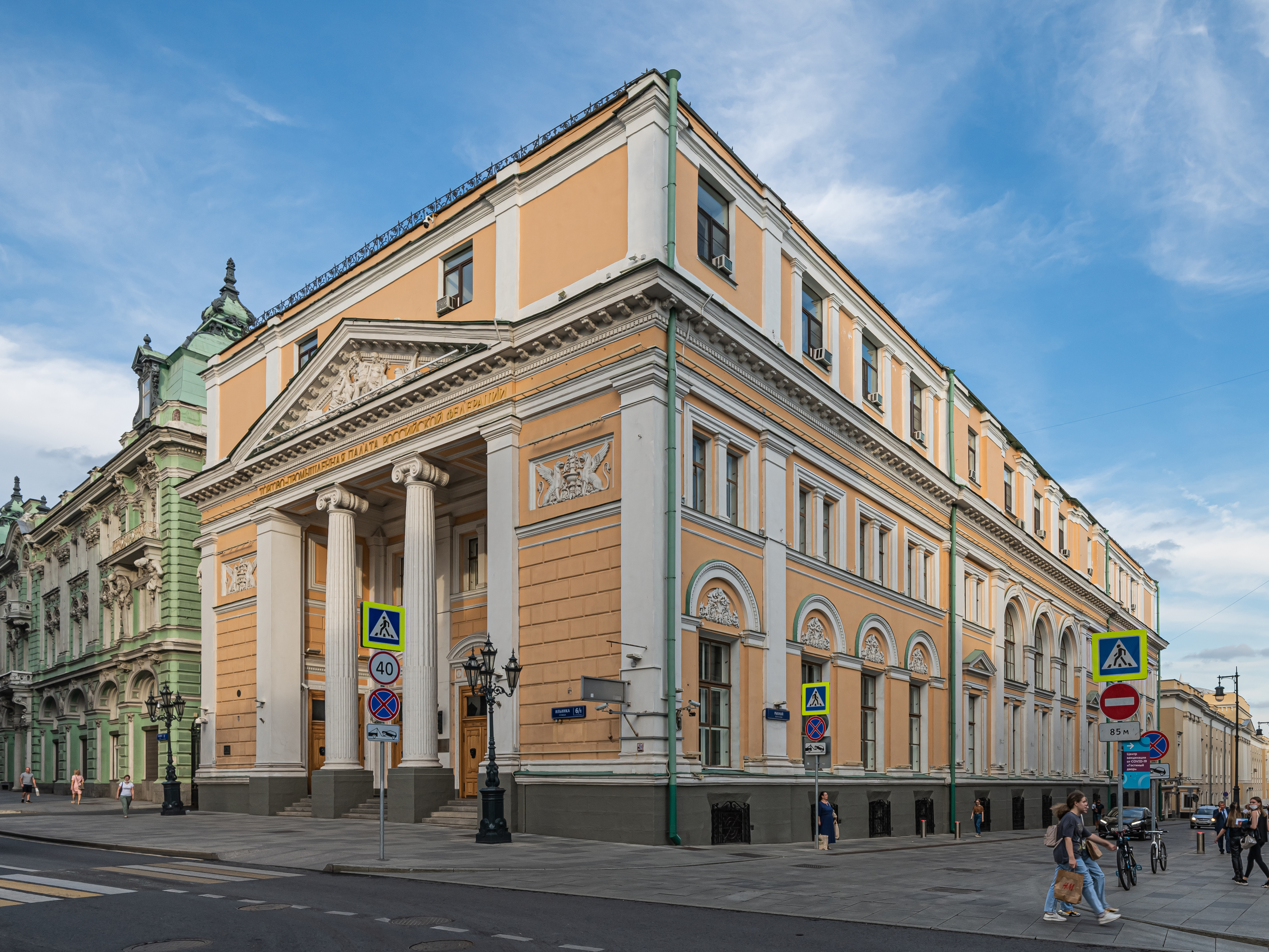
Здание Торгово-промышленной палаты в Москве на Ильинке (здание Биржи)

Торгово-промышленная палата Российской Федерации (ТПП России, ТПП РФ) — российская торговая палата, добровольная негосударственная некоммерческая организация, созданная в организационно-правовой форме союза для представления и защиты законных интересов своих членов и в целях развития предпринимательства, экономической и внешнеторговой деятельности. Объединяет более нескольких сотен территориальных торгово-промышленных палат и прочих объединений и ассоциаций российских предпринимателей, также её непосредственными членами являются отдельные коммерческие и некоммерческие организации.
Учредительный съезд Торгово-промышленной палаты РСФСР состоялся 19 октября 1991 года. 7 июля 1993 года был принят закон РФ «О торгово-промышленных палатах в Российской Федерации», в рамках которого словосочетания «торговая палата», «промышленная палата» и «торгово-промышленная палата» стало возможно использовать в наименованиях организаций лишь с разрешения Торгово-промышленной палаты России. Также закон предусматривал возможность организации только одной торгово-промышленной палаты в каждом субъекте Российской Федерации и муниципальном образовании.
В структуру палаты входят 20 комитетов, а также при палате действует Международный коммерческий арбитражный суд, Третейский суд для разрешения экономических споров, Морская арбитражная комиссия, Спортивный арбитраж, Коллегия посредников. В структуру палаты также входят зарубежные представительства, несколько десятков международных деловых советов (образованных для взаимодействия с предпринимателями отдельных стран и регионов), различные экспертные и координационные советы.
Кроме того, в структуру палаты входят такие организации, как «Центр международной торговли», «Экспоцентр», «Союзэкспертиза», «Союзпатент» и другие, в которых палата является учредителем или владеет контрольным пакетом.
Председатели — Станислав Смирнов (1991—2001), Евгений Примаков (2001—2011), Сергей Катырин (c 2011 года).